# Saison 1970-1971 des Sabres de Buffalo
Autres saisons
Saison suivante
Cette page présente la Saison 1970-1971 des Sabres de Buffalo.

## Saison Régulière

### Octobre
| N° | Date       | Visiteur              | Score | Domicile                      | Fiche | Pts | Aréna                       |
| -- | ---------- | --------------------- | ----- | ----------------------------- | ----- | --- | --------------------------- |
| 1  | 10 octobre | Sabres de Buffalo     | 2-1   | Penguins de Pittsburgh        | 1-0-0 | 2   | Pittsburgh Civic Arena      |
| 2  | 14 octobre | Sabres de Buffalo     | 0-3   | Rangers de New York           | 1-1-0 | 2   | Madison Square Garden       |
| 3  | 15 octobre | Canadiens de Montréal | 3-0   | Sabres de Buffalo             | 1-2-0 | 2   | Buffalo Memorial Auditorium |
| 4  | 17 octobre | Sabres de Buffalo     | 1-4   | Blues de Saint-Louis          | 1-3-0 | 2   | St. Louis Arena             |
| 5  | 18 octobre | Canadiens de Montréal | 1-1   | Sabres de Buffalo             | 1-3-1 | 2   | Buffalo Memorial Auditorium |
| 6  | 22 octobre | Sabres de Buffalo     | 2-4   | Flyers de Philadelphie        | 1-4-1 | 2   | The Spectrum                |
| 7  | 23 octobre | Red Wings de Détroit  | 3-4   | Sabres de Buffalo             | 2-4-1 | 4   | Buffalo Memorial Auditorium |
| 8  | 25 octobre | Blackhawks de Chicago | 4-0   | Sabres de Buffalo             | 2-5-1 | 4   | Buffalo Memorial Auditorium |
| 9  | 27 octobre | Sabres de Buffalo     | 2-7   | Canucks de Vancouver          | 2-6-1 | 4   | Pacific Coliseum            |
| 10 | 30 octobre | Sabres de Buffalo     | 1-6   | Golden Seals de la Californie | 2-7-1 | 4   | Oakland Arena               |

### Novembre
| N° | Date         | Visiteur                      | Score | Domicile                 | Fiche | Pts    | Aréna                       |
| -- | ------------ | ----------------------------- | ----- | ------------------------ | ----- | ------ | --------------------------- |
| 11 | 1er novembre | Sabres de Buffalo             | 2-4   | Kings de Los Angeles     | 2-8-1 | 4      | The Forum                   |
| 12 | 5 novembre   | Sabres de Buffalo             | 1-4   | Canucks de Vancouver     | 2-9-1 | 4      | Pacific Coliseum            |
| 13 | 7 novembre   | Sabres de Buffalo             | 2-11  | Canadiens de Montréal    | 4     | 2-10-1 | Forum de Montréal           |
| 14 | 8 novembre   | Flyers de Philadelphie        | 3-1   | Sabres de Buffalo        | 4     | 2-11-1 | Buffalo Memorial Auditorium |
| 15 | 13 novembre  | Golden Seals de la Californie | 2-4   | Sabres de Buffalo        | 6     | 3-11-1 | Buffalo Memorial Auditorium |
| 16 | 15 novembre  | Canadiens de Montréal         | 2-2   | Sabres de Buffalo        | 6     | 3-11-2 | Buffalo Memorial Auditorium |
| 17 | 18 novembre  | Sabres de Buffalo             | 7-2   |                          | 8     | 4-11-2 | Maple Leaf Gardens          |
| 18 | 21 novembre  | Sabres de Buffalo             | 0-3   | North Stars du Minnesota | 8     | 4-12-2 | Metropolitan Sports Center  |
| 19 | 25 novembre  | Sabres de Buffalo             | 4-4   | Penguins de Pittsburgh   | 8     | 4-12-3 | Pittsburgh Civic Arena      |
| 20 | 26 novembre  | Rangers de New York           | 2-2   | Sabres de Buffalo        | 8     | 4-12-4 | Buffalo Memorial Auditorium |
| 21 | 29 novembre  | Golden Seals de la Californie | 2-1   | Sabres de Buffalo        | 8     | 4-13-4 | Buffalo Memorial Auditorium |

### Décembre
| N° | Date        | Visiteur                 | Score | Domicile               | Fiche  | Pts    | Aréna                       |
| -- | ----------- | ------------------------ | ----- | ---------------------- | ------ | ------ | --------------------------- |
| 22 | 3 décembre  | Bruins de Boston         | 4-4   | Sabres de Buffalo      | 8      | 4-13-5 | Buffalo Memorial Auditorium |
| 23 | 6 décembre  | North Stars du Minnesota | 0-1   | Sabres de Buffalo      | 10     | 5-13-5 | Buffalo Memorial Auditorium |
| 24 | 9 décembre  | Sabres de Buffalo        | 1-6   | Blackhawks de Chicago  | 10     | 5-14-5 | Chicago Stadium             |
| 25 | 10 décembre | Sabres de Buffalo        | 2-8   | Bruins de Boston       | 10     | 5-15-5 | Boston Garden               |
| 26 | 12 décembre | Sabres de Buffalo        | 3-5   | Red Wings de Détroit   | 10     | 5-16-5 | Détroit Olympia             |
| 27 | 13 décembre | Maple Leafs de Toronto   | 4-0   | Sabres de Buffalo      | 10     | 5-17-5 | Buffalo Memorial Auditorium |
| 28 | 16 décembre | Sabres de Buffalo        | 0-4   | Rangers de New York    | 10     | 5-18-5 | Madison Square Garden       |
| 29 | 17 décembre | Kings de Los Angeles     | 3-4   | Sabres de Buffalo      | 6-18-5 | 12     | Buffalo Memorial Auditorium |
| 30 | 19 décembre | Sabres de Buffalo        | 0-2   | Maple Leafs de Toronto | 6-19-5 | 12     | Maple Leaf Gardens          |
| 31 | 20 décembre | Maple Leafs de Toronto   | 4-2   | Sabres de Buffalo      | 6-20-5 | 12     | Buffalo Memorial Auditorium |
| 32 | 22 décembre | Rangers de New York      | 7-2   | Sabres de Buffalo      | 6-21-5 | 12     | Buffalo Memorial Auditorium |
| 33 | 26 décembre | Sabres de Buffalo        | 4-4   | Canadiens de Montréal  | 6-21-6 | 12     | Forum de Montréal           |
| 34 | 27 décembre | Red Wings de Détroit     | 2-5   | Sabres de Buffalo      | 7-21-6 | 14     | Buffalo Memorial Auditorium |

### Janvier
| N° | Date        | Visiteur              | Score | Domicile                      | Fiche    | Pts | Aréna                       |
| -- | ----------- | --------------------- | ----- | ----------------------------- | -------- | --- | --------------------------- |
| 35 | 1er janvier | Bruins de Boston      | 9-4   | Sabres de Buffalo             | 7-22-6   | 14  | Buffalo Memorial Auditorium |
| 36 | 3 janvier   | Blackhawks de Chicago | 5-3   | Sabres de Buffalo             | 7-23-6   | 14  | Chicago Stadium             |
| 37 | 7 janvier   | Red Wings de Détroit  | 4-7   | Sabres de Buffalo             | 8-23-6   | 16  | Buffalo Memorial Auditorium |
| 38 | 9 janvier   | Sabres de Buffalo     | 2-3   | Red Wings de Détroit          | 8-24-6   | 16  | Détroit Olympia             |
| 39 | 10 janvier  | Kings de Los Angeles  | 2-2   | Sabres de Buffalo             | 8-24-7   | 16  | Buffalo Memorial Auditorium |
| 40 | 13 janvier  | Sabres de Buffalo     | 2-4   | Blackhawks de Chicago         | 8-25-7   | 16  | Chicago Stadium             |
| 41 | 14 janvier  | Blues de Saint-Louis  | 1-2   | Sabres de Buffalo             | 9-25-7   | 18  | Buffalo Memorial Auditorium |
| 42 | 16 janvier  | Sabres de Buffalo     | 4-3   | North Stars du Minnesota      | 10-25-7  | 20  | Metropolitan Sports Center  |
| 43 | 17 janvier  | Canadiens de Montréal | 4-4   | Sabres de Buffalo             | 10-25-8  | 20  | Forum de Montréal           |
| 44 | 21 janvier  | Rangers de New York   | 5-5   | Sabres de Buffalo             | 10-25-9  | 20  | Buffalo Memorial Auditorium |
| 45 | 23 janvier  | Sabres de Buffalo     | 1-7   | Blues de Saint-Louis          | 10-26-9  | 20  | The Checkerdome             |
| 46 | 24 janvier  | Flyrs de Philadelphie | 4-6   | Sabres de Buffalo             | 11-26-9  | 22  | Buffalo Memorial Auditorium |
| 47 | 27 janvier  | Sabres de Buffalo     | 3-3   | Kings de Los Angeles          | 11-26-10 | 22  | The Forum                   |
| 48 | 29 janvier  | Sabres de Buffalo     | 4-2   | Golden Seals de la Californie | 12-26-10 | 24  | Oakland Arena               |
| 49 | 31 janvier  | Sabres de Buffalo     | 6-1   | Canucks de Vancouver          | 13-26-10 | 26  | Pacific Coliseum            |

### Février
| N° | Date       | Visiteur                      | Score | Domicile                      | Fiche    | Pts | Aréna                       |
| -- | ---------- | ----------------------------- | ----- | ----------------------------- | -------- | --- | --------------------------- |
| 50 | 4 février  | Kings de Los Angeles          | 2-5   | Sabres de Buffalo             | 14-26-10 | 28  | Buffalo Memorial Auditorium |
| 51 | 6 février  | Sabres de Buffalo             | 3-4   | Bruins de Boston              | 14-27-10 | 28  | Boston Garden               |
| 52 | 7 février  | Maple Leafs de Toronto        | 4-3   | Sabres de Buffalo             | 14-28-10 | 28  | Buffalo Memorial Auditorium |
| 53 | 9 février  | Sabres de Buffalo             | 3-6   | Canucks de Vancouver          | 14-29-10 | 28  | Pacific Coliseum            |
| 54 | 10 février | Sabres de Buffalo             | 1-5   | Golden Seals de la Californie | 14-30-10 | 28  | Oakland Arena               |
| 55 | 12 février | Golden Seals de la Californie | 0-3   | Sabres de Buffalo             | 15-30-10 | 30  | Buffalo Memorial Auditorium |
| 56 | 14 février | Flyers de Philadelphie        | 2-3   | Sabres de Buffalo             | 16-30-10 | 30  | Buffalo Memorial Auditorium |
| 57 | 17 février | Sabres de Buffalo             | 1-5   | Blackhawks de Chicago         | 16-31-10 | 30  | Chicago Stadium             |
| 58 | 18 février | Penguins de Pittsburgh        | 6-6   | Sabres de Buffalo             | 16-31-11 | 30  | Buffalo Memorial Auditorium |
| 59 | 20 février | Sabres de Buffalo             | 5-6   | Red Wings de Détroit          | 16-32-11 | 30  | Détroit Olympia             |
| 60 | 21 février | Blues de Saint-Louis          | 3-1   | Sabres de Buffalo             | 16-33-11 | 30  | Buffalo Memorial Auditorium |
| 61 | 23 février | Bruins de Boston              | 6-3   | Sabres de Buffalo             | 16-34-11 | 30  | Buffalo Memorial Auditorium |
| 62 | 25 février | Sabres de Buffalo             | 2-3   | Flyers de Philadelphie        | 16-35-11 | 30  | The Spectrum                |
| 63 | 27 février | Sabres de Buffalo             | 0-2   | Maple Leafs de Toronto        | 16-36-11 | 30  | Maple Leaf Gardens          |
| 64 | 28 février | North Stars du Minnesota      | 2-5   | Sabres de Buffalo             | 17-36-11 | 32  | Buffalo Memorial Auditorium |

### Mars
| N° | Date    | Visiteur                 | Score | Domicile                 | Fiche    | Pts | Aréna                       |
| -- | ------- | ------------------------ | ----- | ------------------------ | -------- | --- | --------------------------- |
| 65 | 3 mars  | Sabres de Buffalo        | 3-3   | Kings de Los Angeles     | 17-26-12 | 32  | The Forum                   |
| 66 | 5 mars  | Blackhawks de Chicago    | 2-2   | Sabres de Buffalo        | 17-36-13 | 32  | Buffalo Memorial Auditorium |
| 67 | 7 mars  | Canucks de Vancouver     | 3-6   | Sabres de Buffalo        | 18-36-13 | 34  | Buffalo Memorial Auditorium |
| 68 | 13 mars | Sabres de Buffalo        | 0-9   | Blues de Saint-Louis     | 18-37-13 | 34  | St. Louis Arena             |
| 69 | 14 mars | Sabres de Buffalo        | 5-0   | North Stars du Minnesota | 19-37-13 | 36  | Metropolitan Sports Center  |
| 70 | 18 mars | Blues de Saint-Louis     | 3-5   | Sabres de Buffalo        | 20-37-13 | 38  | Buffalo Memorial Auditorium |
| 71 | 20 mars | Sabres de Buffalo        | 2-5   | Canadiens de Montréal    | 20-37-13 | 38  | Forum de Montréal           |
| 72 | 21 mars | Sabres de Buffalo        | 7-5   | Bruins de Boston         | 21-38-13 | 40  | Boston Garden               |
| 73 | 23 mars | Sabres de Buffalo        | 2-7   | Rangers de New York      | 21-39-13 | 40  | Madison Square Garden       |
| 74 | 26 mars | Canucks de Vancouver     | 1-3   | Sabres de Buffalo        | 22-39-13 | 42  | Buffalo Memorial Auditorium |
| 75 | 28 mars | North Stars du Minnesota | 2-4   | Sabres de Buffalo        | 23-39-13 | 44  | Buffalo Memorial Auditorium |
| 76 | 31 mars | Sabres de Buffalo        | 6-4   | Penguins de Pittsburgh   | 24-39-13 | 46  | Pittsburgh Civic Arena      |

### Avril
| N° | Date      | Visiteur               | Score | Domicile               | Fiche    | Pts | Aréna                       |
| -- | --------- | ---------------------- | ----- | ---------------------- | -------- | --- | --------------------------- |
| 77 | 1er avril | Penguins de Pittsburgh | 3-3   | Sabres de Buffalo      | 24-39-14 | 46  | Buffalo Memorial Auditorium |
| 78 | 4 avril   | Sabres de Buffalo      | 3-3   | Flyers de Philadelphie | 24-39-15 | 46  | The Spectrum                |

## Choix au repêchage
| Ronde | Rang | Joueurs           | Nationalité | Équipe junior                         |
| 1     | 1    | Gilbert Perreault | Canada      | Canadien junior de Montréal (AHO)     |
| 2     | 15   | Butch Deadmarsh   | Canada      | Wheat Kings de Brandon (WCHL)         |
| 3     | 29   | Steve Cuddie      | Canada      | Marlboros de Toronto (AHO)            |
| 4     | 43   | Randy Wyrozub     | Canada      | Oil Kings d'Edmonton (WCHL)           |
| 5     | 57   | Mike Morton       | Canada      | Bruins de Shawinigan (LHJMQ)          |
| 6     | 71   | Mike Keeler       | Canada      | Flyers de Niagara Falls (AHO)         |
| 7     | 84   | Tim Regan         | États-Unis  | Terriers de Boston (NCAA)             |
| 8     | 97   | Doug Rombough     | Canada      | Black Hawks de Saint Catharines (AHO) |
| 9     | 107  | Luc Nadeau        | Canada      | Rangers de Drummondville (LHJMQ)      |